# Monika Szwarc
Monika Szwarc – polska prawnik, doktor habilitowany nauk prawnych, profesor nadzwyczajny w Instytucie Nauk Prawnych Polskiej Akademii Nauk, specjalistka w zakresie prawa międzynarodowego publicznego i prawa Unii Europejskiej.

## Życiorys
W 2000 r. ukończyła studia prawnicze na Wydziale Prawa i Administracji Uniwersytetu Gdańskiego. W 2004 na podstawie napisanej pod kierunkiem Władysława Andrzeja Czaplińskiego rozprawy pt. Konstrukcja wzmocnionej współpracy w prawie Unii Europejskiej otrzymała w Instytucie Nauk Prawnych Polskiej Akademii Nauk stopień naukowy doktora nauk prawnych nauk prawnych w zakresie prawa, specjalność: prawo europejskie. Tam też na podstawie dorobku naukowego oraz pracy pt. Kompetencje Unii Europejskiej w dziedzinie harmonizacji prawa karnego materialnego uzyskała w 2012 r. stopień doktora habilitowanego nauk prawnych w zakresie prawa, specjalność: prawo międzynarodowe publiczne, prawo europejskie.
Została profesorem nadzwyczajnym w Instytucie Nauk Prawnych Polskiej Akademii Nauk. Była wykładowcą w Europejskiej Wyższej Szkole Prawa i Administracji w Warszawie na Wydziale Prawa w Katedrze Prawa Międzynarodowego.
Została wybrana na członka Komitetu Nauk Prawnych Polskiej Akademii Nauk kadencji 2020–2023. Od 2020 r. jest redaktorem naczelnym półrocznika "Studia Prawnicze".